# Samsung Galaxy A03
Samsung Galaxy A03 — серия бюджетных Android-смартфонов производства Samsung Electronics, в которую входят A03, A03s и A03 Core. Они оснащены 6,5-дюймовым дисплеем HD+ Infinity-V, литий-полимерным аккумулятором емкостью 5000 мАч и поставляются с ОС Android 11 (можно обновить до Android 13). Телефоны были анонсированы 26 ноября 2021 года и выпущены на рынок 21 января 2022 года.
A03 имеет двойную камеру с основной камерой на 48 МП.

## Технические характеристики

### Аппаратное обеспечение
Samsung Galaxy A03 оснащен 6,5-дюймовым емкостным сенсорным экраном PLS TFT с разрешением 720 x 1600 (~ 270 точек на дюйм). Сам телефон имеет размеры 164,2 х 75,9 х 9,1 мм (6,46 х 2,99 х 0,36 дюйма) и весит 196 граммов (6,91 унции). A03 имеет стеклянную переднюю панель и пластиковую заднюю панель и раму. Это устройство оснащено SoC Unisoc Tiger T606 с восьмиядерным процессором (2x1,6 ГГц и 6x1,6 ГГц) и графическим процессором ARM Mali-G57 MP2 650 МГц. Телефон может иметь 32 ГБ, 64 или 128 ГБ встроенной памяти, а также 3 ГБ или 4 ГБ оперативной памяти. Внутреннее хранилище можно расширить с помощью карты MicroSD до 512 ГБ. В телефоне также есть разъем для наушников 3,5 мм. Он имеет несъемный литий-ионный аккумулятор емкостью 5000 мАч.

### Камера
Samsung Galaxy A03 имеет двойную камеру, расположенную вертикально на левой стороне задней панели телефона вместе со вспышкой. Основная камера представляет собой широкоугольный объектив на 48 МП, а вторая — датчик глубины на 2 МП. Основная камера может записывать видео в разрешении 1080p при 30 кадрах в секунду. Одна фронтальная камера 5 Мп находится в вырезе.

### Программное обеспечение
Samsung Galaxy A03 изначально поставлялся с One UI Core 3.1 поверх Android 11, но его можно обновить до One UI Core 5 поверх Android 13.